# Orde van Satlej
De  Orde van Satlej, in de landstaal van Bahawalpur de "Imtiaz-i-Satlej" geheten, is een ridderorde van de vorsten (Nawab) van Bahawalpur in de Punjab. De orde werd rond 1930 ingesteld door de regerende Nawab, Z.H. Rukn-ud-Duala Nusrat-i-Jang Saif-ud-Daula Hafiz-ul-MulikMukhil-ud-Daula wa Huin-ad-Daula Nawab Al-Haj Sir Sadiq Muhammed Khan V Abbasi.
De orde heeft vijf graden, het juweel is een op een zonneschijf gelegde zilveren ster met tien punten en een medaillon met een afbeelding van een moskee onder een halve maan en een ster. Op de ring van het medaillon zijn bloemen afgebeeld.
De onderscheiding werd niet aan Britten uitgereikt. De Britse bestuurders van de Raj mochten geen geschenken en zeker geen ridderorden aannemen van de quasi onafhankelijke Indiase vorsten. De vorsten stonden bekend om hun enorme rijkdom maar zij werden door de ambtenaren van de Britse onderkoning scherp in de gaten gehouden.De regering maakte bezwaar tegen het bestaan van ridderorden in de vorstenstaten maar zij zag het bestaan ervan door de vingers zo lang als er geen Britten in die ridderorden werden opgenomen. In een enkel geval heeft men gesanctioneerd dat een politieman een medaille van een Inlandse vorst ontving.
In 1947 werden de vorsten gedwongen om hun staten deel te laten uitmaken van de republiek India. In de "actie polo" greep het Indiase leger in opdracht van Nehru de macht in de zelfstandige rijken als Haiderapur en Patiala. De vorsten kregen een pensioen en zij bleven enige tijd een ceremoniële rol spelen. Hun ridderorden mochten niet worden gedragen in India maar voor zover het om gebruik binnen de familie en het hof ging werd het dragen van de orden van een maharaja door de vingers gezien.
Ridderorden in Bahawalpur ·
Ridderorde in Patiala ·
Ridderorde in Baroda · 
Ridderorde in Bharatpur ·
Ridderorde in Bikaner  · 
Ridderorde in Drangadhra ·
Ridderorde in Holkar ·
Ridderorde in Indore · 
Ridderorde in Jaipur ·
Ridderorden in Kapurthala · 
Ridderorde in Mysore ·
Ridderorde in Nawanagar

Zie ook: Ridderorden in Brits-Indië